# حرائق نيلسون 2019
حرائق نيلسون 2019 كانت حرائق غابات في منطقة نيلسون وتاسمان، نيوزيلندا. كان هنام اثنين من النيران المنفصلة، يفصلهما عشرين كيلومترا، بدأت بعد ظهر يوم 5 فبراير 2019. تم إجلاء ثلاثة آلاف من سكان ويكفيلد نتيجة الحريق. بدأت عدة حرائق أصغر أخرى بعد عدة أسابيع من الحرائق الرئيسية. واجه شخصان تهمة الحرق العمد فيما يتعلق بواحد على الأقل من هؤلاء. تم إعلان السيطرة على الحرائق الرئيسية الكبيرة في 6 مارس 2019. اعتبارًا من 8 يوليو 2019 قيل إن حريق وادي الحمام Pigeon Valley «تحت السيطرة حقيقيًا»، لكنه ربما يستمر في بعض المناطق، حيث تم تركه ليحرق نفسه.

## التاريخ
في 6 فبراير 2019 تم إعلان حالة الطوارئ في منطقة Nelson-Tasman بسبب الحريق في وادي الحمام.
بحلول 9 فبراير 2019 تم وصف حريق وادي الحمام بأنه الأكبر في البلاد منذ عام 1955. استخدمت 22 طائرة هليكوبتر في الإطفاء، وهي أكبر عملية جوية في نيوزيلندا على الإطلاق. تسبب الحريق في إجلاء 3000 شخص من منازلهم وتدمير منزل واحد.
في 17 فبراير 2019 تحطمت مروحية أثناء إطفاء النيران في مقاطعة تسمان، مما أدى إلى إصابة الطيار.
تم تمديد حالة الطوارئ التي أعلنت في 6 فبراير لمدة سبعة أيام أخرى في 19 فبراير.
سمح للمجموعة الأخيرة المكونة من حوالي 230 شخص الذين تم إجلاؤهم من حريق وادي الحمام بالقرب من نيلسون بالعودة إلى منازلهم في 21 فبراير. لم تكن الحرائق قد أخمدت تمامًا وكانت عودتهم على أساس أنه قد يُطلب منهم المغادرة مرة أخرى وفق إخطار بذلك.
في 27 فبراير 2019 وبعد ساعات قليلة من انقضاء حالة الطوارئ، بدأ حريق جديد في وادي ريدوود، خارج حدود الحريق الأول. غطت منطقة بمساحة 5 هكتارات في المنطقة أدت لإجلاء حوالي 97 من السكان. تمكن رجال الإطفاء من احتوائه على الرغم من الرياح القوية العاتية.
نسبت الحرائق الكبيرة الأولى إلى شرارات من الآلات (الزراعية)، وكانت هناك تكهنات بأن حريق ريدوود فالي واثنان آخران صغيران في جزيرة رابيت ووالترز بلاف كانا متعمدين.
مع رفع حالة الطوارئ كان العمل مستمرًا في 28 فبراير لإخماد الحريق تمامًا، وكان يخشى أن يستغرق الأمر أسابيع أو أشهر.
في 6 مارس 2019 نشرت مجموعة نلسون تاسمان لإدارة الطوارئ إخطارًا بأن حريق وادي حمامة كان «مسيطرًا عليه» ولم يعد على السكان أن يكونوا مستعدون للإخلاء. وفق تعريف مجموعة إدارة الطوارئ فإن الحريق الذي تحت السيطرة هو «الحريق الذي يتم إطفاؤه من المحيط ولا يتحرك... [مع] منطقة باردة قدرها 100 متر.»

## توجيه اتهامات بالحرق
مثل رجل وامرأة أمام محكمة نلسون المحلية في 7 مارس 2019 بتهمة الحرق العمد. قبل عدة أيام كان عمال الغابات قد شاهدوا سيارتهم وهم يذهبون بعيدًا عن منطقة تقع على تل دوفيدال بالقرب من نيلسون ووجدوا أن حريقًا قد اندلع. قاموا بالاتصال بالزملاء الذين منعوا السيارة من مغادرة المنطقة وتمكنوا من إطفاء الحريق. واجه الرجل تهمة ثانية بشأن الحريق الذي بدأ بالقرب من قمة طريق موتر السريع في الأسبوع السابق، مما أدى إلى إخلاء 97 منزلاً.

## روابط خارجية
- صور الأقمار الصناعية للحريق (Duncan Steel)